# هونوانگه بوگاسکومبورگاممدا
هونوانگه بوگاسکومبورگاممدا (به لاتین: Hunuange Bogaskumburegammedda) یک منطقهٔ مسکونی در سری‌لانکا است که در استان مرکزی (سری‌لانکا) واقع شده‌است.